# Kwaczańska Przełęcz
Kwaczańska Przełęcz (słow. Kvačianske sedlo, ok. 1070 m) – przełęcz na Słowacji pomiędzy Golicą (1341 m) a Ostrym Wierchem Kwaczańskim (1128 m). Przez przełęcz tę prowadzi droga krajowa nr 584, odcinek z Zuberca do Liptowskich Matiaszowiec. Północne stoki spod przełęczy opadają do doliny Rohaczowego Potoku, południowe do doliny Jamnik. Na przełęczy znajduje się duża polana Zawozy.
Przez polskich autorów Kwaczańska Przełęcz i Ostry Wierch Kwaczański zaliczane są do Tatr. W słowackim piśmiennictwie natomiast łącznie z Golicą zaliczane są zwykle do Gór Choczańskich.